# ریوسی کونیشی
ریوسی کونیشی (انگلیسی: Ryosei Konishi; ۲۰ فوریهٔ ۱۹۸۲ – ) ترانه‌پرداز، بازیگر، صداپیشه، و بازیگر تلویزیون اهل ژاپن بود. وی از سال ۲۰۰۳ میلادی تاکنون مشغول فعالیت بوده‌است.